# Marc Papiri Cras (dictador 332 aC)
Marc Papiri Cras (en llatí Marcus Papirius Crassus), probablement germà del dictador i cònsol Luci Papiri Cras, va ser un magistrat romà. Formava part de la gens Papíria, una família romana d'origen plebeu.
Segons explica Titus Livi, va ser nomenat dictador l'any 332 aC per conduir la guerra contra els gals que es creia que estaven a punt d'envair territori romà. Va deixar el càrrec quan es va comprovar que la sospita no tenia fonament.